# فائزة عاصم الراوي
فائزة عاصم عبد الرحمن الراوي هي طبيبة وباحثة وعالمة عراقية؛ ولدت عام 1351هـ/ 1932م، في بغداد؛ وبعد أن أكملت دراستها الأولية دخلت الكلية الطبية الملكية العراقية، وتخرجت منها في عام 1956. وكانت متفوقة في دراستها وحصلت على شهادة اختصاص في التحليلات المرضيّة من جامعة لندن، وحصلت على شهادة اختصاص البكترويولوجي من جامعة فيكتوريا في مانشستر، وعملت طبيبة لفترة طويلة في مستشفيات العراق وكانت مسؤولة عن شعبة الكيمياء الحياتية في المعهد الباثولوجي المركزي في بغداد عام 1959، وكذلك شغلت منصب مديرة شعبة البكتريولوجي في مختبر الصحة العامة المركزي لسنين طويلة إضافة إلى مسؤولية وعضوية لجان طبية وفنية متعددة دائمية ومؤقتة في العراق.

## الأسرة والنشأة
ولدت الدكتورة فائزة في أسرة مسلمة لأب يرجع أصله إلى مدينة راوة العراقية، ولأم معلمة كانت أول معلمة في أول مدرسة ابتدائية للبنات أفتتحت في العراق بداية عقد العشرينيات، فنشأت نشأة متعلمة ومثقفة. تزوجت وأنجبت عدة أولاد وتوفي زوجها باكراً في عقدها العشرين من العمر فانكبّت على تربية أولادها تربية مثالية، وذلك لم يمنعها من مواصلة مسيرة طلب العلم والتعلم بل أبدعت في حمل الأمانة، وتخرجت من كلية الطب وكانت مثال الأم المربية والطبيبة الماهرة، وصارت من أمهر الأطباء في مجال التحليلات المرضية في العراق.

## أهم الأعمال والمنجزات
كان من أبرز وأهم إنجازات الدكتورة فائزة الراوي خلال حياتها المهنية في المستشفيات والمراكز والمختبرات الطبية هو تطوير المختبرات الطبية في وزارة الصحة في العراق، وتدريب الخريجين من خلال دورات المختبرات.

وكذلك كان لها دوراً هاماً في مواجهة الأوبئة في العراق ومنها وباء الكوليرا في تشخيص وعزل العتر الجرثومية.

## أهم البحوث والدراسات العلمية
- كان أول البحوث عن عدوى المستشفيات لبيان مختلف الأمراض التي تنقل للطفل عند دخوله المستشفى وبالتنسيق مع مستشفى الطفل العربي.
- بحث عن حاملي جرثومة السالمونيلا في المجاري البولية للمرضى المصابين بالبلهارسيا وبالتنسيق مع الأمراض المتوطنة.
- بحث التصنيف العائلي للسلالات المختلفة لجرثومة المكورات العنقودية الذهبية المعزولة من نماذج مختلفة، ولأول مرة في العراق والعالم العربي يطرح هذا البحث الذي لاقى استحسانا في المؤتمر الطبي العربي المنعقد في ليبيا عام 1982.[1]